# Кінгвуд Тауншип (Нью-Джерсі)
Кінгвуд Тауншип (англ. Kingwood Township) — селище (англ. township) в США, в окрузі Гантердон штату Нью-Джерсі. Населення — 3802 особи (2020).

## Демографія
Згідно з переписом 2010 року, у селищі мешкало 3845 осіб у 1446 домогосподарствах у складі 1104 родин. Було 1569 помешкань
Расовий склад населення:
| - 96,5 % — білих - 1,1 % — азіатів - 0,7 % — чорних або афроамериканців |

До двох чи більше рас належало 1,2 %. Частка іспаномовних становила 2,4 % від усіх жителів.
За віковим діапазоном населення розподілялося таким чином: 23,1 % — особи молодші 18 років, 64,0 % — особи у віці 18—64 років, 12,9 % — особи у віці 65 років та старші. Медіана віку мешканця становила 45,1 року. На 100 осіб жіночої статі у селищі припадало 103,0 чоловіків;  на 100 жінок у віці від 18 років та старших — 99,1 чоловіків також старших 18 років.
Середній дохід на одне домашнє господарство  становив 134 661 долар США (медіана — 113 306), а середній дохід на одну сім'ю — 133 720 доларів (медіана — 113 188). Медіана доходів становила 73 466 доларів для чоловіків та 70 966 доларів для жінок. За межею бідності перебувало 1,6 % осіб, у тому числі 4,6 % дітей у віці до 18 років та 0,0 % осіб у віці 65 років та старших.
Цивільне працевлаштоване населення становило 1989 осіб. Основні галузі зайнятості: освіта, охорона здоров'я та соціальна допомога — 25,0 %, виробництво — 12,1 %, фінанси, страхування та нерухомість — 9,2 %, науковці, спеціалісти, менеджери — 8,9 %.